# CFO VIII
Die Lokomotiven der Reihe VIII der Orientbahn (CFO) waren Schnellzugdampflokomotiven der Bauart 2’C n4v, welche ab 1897 von der Lokomotivfabrik Wiener Neustadt und Maffei an die CFO und die SCP geliefert wurden.

## Geschichte

### CFO VIII
Die CFO beschaffte 1897 drei Lokomotiven dieser Baureihe bei der Lokomotivfabrik Wiener Neustadt (Sigl). Sie erhielten die Reihe VIII und die Nummern 55–57, direkt im Anschluss an die CFO 1–54 (ab 1937: TCDD 33.501–508), die ersten Lokomotiven der CFO. Dahinter wurden später die ähnlichen Lokomotiven der Reihe IX mit den Nummern 58–60 (ab 1937: TCDD 35.504–506) eingereiht. Nach der Verstaatlichung der CFO 1937 wurden die Lokomotiven der Reihe VIII von der Türkischen Staatsbahn (TCDD) als 35.501–503 übernommen.

### SCP 61–69
Die Société Ottomane du Chemin de fer de Smyrne-Cassaba et Prolongements (SCP) beschaffte von 1900 bis 1911 bei der Lokomotivfabrik Wiener Neustadt und Maffei weitere neun Lokomotiven, die den CFO-Maschinen entsprachen. Sie erhielten die Nummern 61–69 und wurden nach der Verstaatlichung der SCP 1934 von der TCDD als 35.001–009 eingereiht.

### TCDD
Die TCDD hatte alle zwölf Maschinen übernommen. Sie wurden wahrscheinlich vor 1956 ausgemustert.